# Alilestrenol
Alilestrenol é um fármaco progestágeno. Tem como indicações pacientes com possibilidade de abortos, em partos prematuros e em pacientes onde o aborto seja comum. Sua estrutura química tem relação com a progesterona.

## Mecanismo de ação
O mecanismo de ação do alilestrenol consiste na modificação endometrial proliferativa em um endométrio secretor. O medicamento impede a liberação de gonadotrofinas hipofisárias, sendo assim, não ocorre a ovulação e maturação folicular. O descanso associado ao medicamento, pode suprimir ou evitar a ameaça de ocorrência de um aborto no início de uma gravidez. É aparentemente eliminado pela urina e fezes.

## Posologia
As doses administradas de referência para possibilidade de aborto, são, por via oral, de 15 mg por dia em três doses, num tratamento que dura de 5 a 7 dias. Em pessoas onde o aborto tem sido comum em suas gestações a dose empregada é de 5 a 10 mg por dia, quando é diagnosticada a gravidez, até um mês depois do período de risco. Para possibilidade de parto prematuro a dose deve ser personalizada, entretanto, a referência é de 40 mg por dia.

## Precauções
Como este medicamento, afeta a retenção de fluidos, todo evento que envolva este tipo de condição, deve ser observado. Pacientes que apresentem enxaqueca, proptose, diplopia, perda de visão súbita, lesões vasculares de retina e edema papilar devem ter suspensa a administração de alilestrenol ou outros progestagênios. A depressão anterior a administração deste medicamento também é um fator que os médicos observam.

## Contraindicações
- Sangramento vaginal
- Cancro de mama
- Tromboflebite (e também casos antecedentes)
- Trombose venosa profunda (e também casos antecedentes)
- Apoplexia pituitária